# Мануель Сьєрра Альварес
Мануель Сьєрра Альварес (Віллабліно, Леон; 1951) — іспанський художник, мураліст, плакатист, кресляр, ілюстратор і графічний дизайнер. Він також працював театральним декоратором і є частим редактором гравюр, трафаретних відбитків і літографій. Він живе і працює у своїй студії в Сіманкас, Вальядолід.

## Картини
Сьєрра почав малювати у 12 років, але лише наприкінці 1970-х вирішив повністю присвятити себе цій справі. З того часу він регулярно бере участь у виставках, як у приватних, так і в державних національних і міжнародних галереях, а також періодично показує свої роботи на ярмарках та бієнале.
У своїй роботі Сьєрра використовує олійну, акрилову, акварельну, воскову та змішану техніку. Присутність птахів є загальною темою, як нерухомою, так і в русі, натякаючи на його республіканські ідеї.